# Lijst van Gelenaars
Deze lijst van Gelenaars betreft bekende personen die een significante binding hebben met de Belgische stad Geel.

## Geboren
- Alfons Van de Perre (1872-1925), belangrijke figuur in de Vlaamse Beweging, medeoprichter van De Standaard N.V.
- Albert Westerlinck (= José Joris Maria Aerts) (1914-1984), priester, schrijver en dichter
- André Vandenbunder (1918-2002), filmtheoreticus
- Joost Boel (1919-2006), O. Praem., prelaat
- Jozef Mannaerts (1923-2012), voetballer
- Anni Anderson (1938-2014), actrice en zangeres
- Juul Hannes (1938-2012), hoogleraar en historicus
- Fons Wouters (1940-2020), bankier
- Jaak Peeters (1946), publicist en politicus
- Guy Rombouts (1946), kunstenaar
- Jos Huypens (1948-2022), journalist, redacteur, docent en auteur
- Lut Hannes (1954), actrice
- Bob Vansant (1954-2017), psychotherapeut
- Herman Frison (1961), wielrenner
- Rudi Daems (1963), politicus
- Geert Persoons (1963), voetballer en voetbaltrainer
- Ludo Dierckxsens (1964-2025), wielrenner
- Viv Van Dingenen (1965), actrice
- Wim Vandeven (1965), kinesitherapeut, hordeloper en sporttrainer
- Anja Daems (1968), radio- en tv-presentatrice
- Marc Goossens (1969), autocoureur
- Ivan Meylemans (1971), dirigent en trombonist
- Els Van Laethem (1973), zangeres
- Tom Teulingkx (1974), huisarts en sportarts
- Katrien Aerts (1976), freestyleskiester
- Kathleen Aerts (1978), zangeres-actrice (K3)
- Natalia Druyts (1980), zangeres
- Kevin Geudens (1980), voetballer
- Jan Heylen (1980), professioneel autoracer
- Sepp De Roover (1984), voetballer
- Rob Peeters (1985), veldrijder
- Kirsten Flipkens (1986), tennisster
- Joël De Ceulaer (1964), journalist
- Thomas Pieters (1992), golfer
- Lotte Stevens (1993), actrice

## Overige
- Achilles Cools (1949), kunstenaar
- René Hermans (1965), atleet
- Bart Goor (1973), voetballer
- Jef Neve (1977), pianist en ereburger van Geel
- Filip Daems (1978), voetballer

## Overleden
- Dora van der Groen (1927 - 2015), actrice en toneelregisseuse

Brussel:
Anderlecht
Brussels Hoofdstedelijk Gewest · 
Etterbeek · 
Ukkel

Vlaanderen:
Aalst · 
Antwerpen · 
Brugge ·
Geel · 
Genk · 
Gent · 
Hasselt ·  
Ieper · 
Kortrijk · 
Leuven · 
Lichtervelde · 
Lier · 
Lokeren · 
Mechelen · 
Oostende · 
Oudenaarde · 
Poperinge · 
Roeselare ·
Sint-Niklaas ·  
Sint-Truiden · 
Tienen · 
Tongeren · 
Turnhout · 
Vilvoorde

Wallonië: 
Aarlen · 
Charleroi ·  
Doornik ·  
Luik · 
Moeskroen ·  
Namen · 
Verviers · 
Waver